# Државе Нигерије
Нигерија се састоји од 36 држава и територије главног града Абуџа.
Државе су следеће:
- Анамбра
- Енугу
- Аква Ибом
- Адамава
- Абија
- Баучи
- Бајелса
- Бенуе
- Борно
- Крос Ривер
- Делта
- Ебоњи
- Едо
- Екити
- Гомбе
- Имо
- Џигава
- Кадуна
- Кано
- Кацина
- Кеби
- Коги
- Квара
- Лагос
- Насарава
- Нигер
- Огун
- Ондо
- Осун
- Ојо
- Плато
- Риверс
- Сокото
- Тараба
- Јобе
- Замфара